# P'aqla Tanka
P'aqla Tanka (Quechua p'aqla kaal, tanka een diepe vertakking, vork, ook geschreven als Pagletanca) is een berg in de Andes van Peru, ongeveer 4800m hoog. De berg is gelegen in de Huánuco (regio), Ambo (provincie), San Rafael. P'aqla Tanka ligt ten Zuid-Westen van Ashu Hanka.